# Ернст II (Саксония-Гота-Алтенбург)
Ернст II Лудвиг фон Саксония-Гота-Алтенбург (на немски: Ernst II Ludwig von Sachsen-Gotha-Altenburg; * 30 януари 1745, Гота; † 20 април 1804, Гота) от рода на Ернестинските Ветини, е от 1772 г. до смъртта си херцог на Саксония-Гота-Алтенбург.

## Живот
Син е на херцог Фридрих III фон Саксония-Гота-Алтенбург (1699 – 1772) и съпругата му принцеса Луиза Доротея фон Саксония-Майнинген (1710 – 1767), дъщеря на херцог Ернст Лудвиг I фон Саксония-Майнинген и Доротея Мария фон Саксония-Гота-Алтенбург.
Ернст II Лудвиг става наследствен принц след смъртта на големия му брат Фридрих на 21 години през 1756 г. Майка му се грижи за доброто образование на принц Ернст и брат му Август (1747 – 1806). Те имат домашни учители и през 1768 – 1769 г. пътуват в Нидерландия, Англия и Франция.
Ернст II Лудвиг се жени на 21 март 1769 г. в Майнинген за принцеса Шарлота фон Саксония-Майнинген (* 11 септември 1751, Франкфурт на Майн; † 25 април 1827, Генуа, Лигурия), дъщеря на херцог Антон Улрих фон Саксония-Майнинген (1687 – 1763) и втората му съпруга принцеса Шарлота Амалия фон Хесен-Филипстал (1730 – 1801), дъщеря на ландграф Карл I фон Хесен-Филипстал.
През 1772 г. Ернст II наследява баща си като херцог на Саксония-Гота-Алтенбург. През 1783 г. той дава, по препоръка на Гьоте, стипендия на художника Тишбайн („Гьоте-Тишбайн“) за неговия втори престой в Рим.
Ернст II създава обсерватория в Гота. През 1774 г. той е масон в голямата немска ложа. Той е и илюминат и е имал магически способности.
Умира на 20 април 1804 г. в Гота на 59 години. По негово желание е погребан направо в земята в обикновени конически дрехи, завит само с ленен чаршаф, без ковчег в гроб на остров в дворцовия парк. Той не искал паметник. На гроба засадили акация, символичното дърво на масоните.

## Деца
Ернст II Лудвиг и Шарлота фон Саксония-Майнинген имат четирима сина, от които само двама порастват:
- Ернст (1770 – 1779), наследствен принц на Саксония-Гота-Алтенбург
- Август (1772 – 1822), херцог на Саксония-Гота-Алтенбург (1804 – 1822), женен

∞ I. на 21 октомври 1797 г. за принцеса Луиза Шарлота (1779 – 1801), дъщеря на велик херцог Фридрих Франц I фон Мекленбург
∞ II. на 24 април 1802 г. за принцеса Каролина Амалия (1771 – 1848), дъщеря на курфюрст Вилхелм I фон Хесен-Касел
- Фридрих IV (1774 – 1825), последният херцог на Саксония-Гота-Алтенбург (1822 – 1825), неженен
- Лудвиг (*/† 1777)